# Lord of the Dance
Lord of the Dance – irlandzkie widowisko taneczne stworzone przez Michaela Flatleya z muzyką Ronana Hardimana.

## Początki
Michael Flatley zdobył sławę występując w innym słynnym show – Riverdance, jednak po konflikcie z producentami w 1995 r. odszedł z zespołu i rozpoczął tworzenie swojego własnego show. Marzył o występowaniu na dużych arenach zamiast w kameralnych teatrach. Całość – od pomysłu do realizacji – zajęła mu sześć miesięcy. 

## Przedstawienia
Lord of the Dance miało swoje przedpremierowe pokazy od 28 czerwca do 1 lipca 1996 w Point Theatre w Dublinie. Oficjalna premiera odbyła się 2 lipca. Tytułowy Pan Tańca walczy przeciwko złu, które reprezentuje Don Dorcha. Chce on zawładnąć całą Planet Ireland. Lord of the Dance pokonuje wroga przy pomocy małego duszka. Jest również wątek miłosny: Saoirse the Irish Cailín (Saoirse, irlandzkie dziewczę) walczy o miłość tytułowego bohatera i zmaga się z podłą Morrigan the Temptress (Morrigan Kusicielką).
Historia została oparta na irlandzkich opowiadaniach ludowych. 
W marcu 1997 show uświetnił ceremonię rozdania Oscarów. W listopadzie tego samego roku Flatley rozpoczął formowanie oddzielnych zespołów, które miały występować w czasie tournée po Europie i Ameryce Północnej. 
W lecie 1999 i 2000, po podpisaniu kontraktu z wytwórnią Walta Disneya, Flatley wystawiał swoje widowisko w Epcon koło Orlando. 
W latach 2002–2005 przedstawienie można było zobaczyć w Disneyland Resort Paris.
Obecnie na świecie występują jeszcze dwie grupy.

## Feet of Flames
25 lipca 1998 Flatley stworzył kolejne show pt. Feet of Flames. Była to rozszerzona wersja Lord of the Dance. Brało w nim udział ponad 100 artystów, występujących na co dzień w trupach Lord of the Dance. Show został zaprezentowany przed 25-tysięczną publicznością zgromadzoną w londyńskim Hyde Parku. Największe wrażenie zrobił solowy taniec Flatleya bez muzyki, a także scena finałowa, w której wszyscy tancerze tańczą na ogromnej wielopoziomowej scenie. Jednakże występy podczas tournée w latach 2000-2001 były już wykonywane przez mniejsze zespoły artystów.

## Obsada
Obsada zmieniała się przez lata, włączając w to również główne postacie.
Osoby występujące w wersji z 1996: Obecnie
- Lord of the Dance: Michael Flatley * Lord of the Dance:James Keegan,David McCabe,Damien O'Kane
- Saoirse, the Irish Cailín: Bernadette Flynn * Saoirse, the Irish Cailín: Bernadette Flynn,Lisa Anderson,Laura Jones,Ciara Scott
- Morrigan the Temptress: Gillian Noris * Morrigan the Temptress:Leigh Ann McKenna,Aisling Murphy ,Sarah Frances Smith,Stephanie McCarron
- Don Dorcha: Daire Nolan * Don Dorcha:Owen McAuley,Paul O'Brien,Tom Cunningham,Chris Hannon
- Duszek: Helen Egan * Duszek: Helen Egan
- Skrzypaczki: Cora Smith i Máiréad Nesbitt * Skrzypaczki:Nicoletta Alby,Giada Costenaro
- Erin the Goddess: Anne Buckley * Erin the Goddess:Sally Minnear